# 早瀬ありす
早瀬 ありす（はやせ ありす、1990年9月30日 - ）は、日本のAV女優、ストリッパー。ティーパワーズ所属。
特技:バスケットボール。

## 略歴・人物
東京都出身。2012年にデビューしたロリ系のAV女優。
2015年にストリップデビュー。

## 出演作品

### アダルトDVD
2012年
- 早瀬ありす AV DEBUT クラリネット奏者 初めてとは思えない淫乱なSEX（1月7日、SODクリエイト）※デビュー作
- 少女@時代 ありす（2月10日、Up'S）
- INSTANT LOVE 39（3月2日、クリスタル映像）
- ミニスカTバックブーツに快感射精（3月9日、Up'S）他出演:大島あいる、時坂ひな、知世奏、北川美緒
- パイパンロリっ娘 アリス（4月20日、グリッターフィルムズ）
- いもうとLOVE+ 34（5月15日、ケートライブ）
- パイパン未●年 仲良し幼なじみ ひかりとありすのパイパンワレメに生中出し（5月19日、姦乱者）共演:松下ひかり
- 黒髪少女兄妹近親美尻画報（6月8日、NON）
- 私立泡姫商業 ソープ部女子高生 2（6月13日、MOODYZ）共演:大森美玲、芹沢つむぎ、北川瞳
- パイパンロリっ娘 激レズ アリス&めぐみ（6月19日、グリッターフィルムズ）共演:篠めぐみ
- しおらしい若奥さんに通販で買った媚薬を盛ったら、カラダを熱くし下品にチ○ポを射精するまでぶっ通しで咥えてた。（6月22日、NON）他出演:さとう遥希、青木美空、大島あいる、百瀬乃々花、稲川なつめ
- オトウサンといっしょ 03 148cm ありすちゃん、●才。 小さなアイドル志願の近親相姦中出し記録（7月13日、HERO）
- 大人しい地味子に中出し 5（7月15日、ケートライブ）
- 公衆便所舐めまわし 変態女子高生 3（7月19日、CROSS）
- 発禁寸前! 未体験 丸見え映像 〜三人のおねだり女子校生〜（8月3日、太モモ太郎）他出演:木村つな、大槻ひびき
- A○B系美少女 ロリータレズビアン 4（8月5日、ジャネス）共演:美緒みくる
- JK文化祭模擬店 ちら見せオナサポ喫茶 4（8月13日、アロマ企画）共演:初美沙希、松下ひかり、宮崎美冬、平野あおい、桐原さとみ、辺見麻衣、若宮夏海
- エロカワ娘の腰ふり騎乗位 DX（8月13日、アロマ企画）他出演:あずみ恋、相島奈央、愛原さえ、初美沙希、若菜すず、小野麻里亜、瀬名あゆむ
- A○B系ロリ級美少女M男遊戯 4（8月15日、未来 フューチャー）
- 肉壷堕ち テニス部 ありす（8月25日、ラマ）
- SOAP ご奉仕最高級ソープ えっ?女子校生がソープ嬢?（9月7日、桃太郎映像出版）※「ALIce」名義
- ロリータ性感オイルエステ 8 おもらししたなんて、ママに絶対知られたくない!（9月20日、アイエナジー）他出演:宮崎美冬 ほか
- 日本の女性器 大図鑑 VOL.3（9月21日、tbd）※ブルーレイ作品　他出演:京野ななか、平野あおい、枢木みかん、高橋みほ、ささき愛沙、松下ひかり、小滝みい菜、来栖リア、岩佐あゆみ、辻愛菜、くるめまゆ、春日野結衣、木村つな、彩瀬希、辺見麻衣、川合まゆ、このみゆうか、若葉りか、持田美琴、相島奈央
- 素人娘 初めての露出オナニー（9月21日、虎堂）他出演:河純ひなみ、水嶋あい、市原さとみ、武井麻希 ほか
- 派遣メイド家政婦さんにイヤらしい事いっぱいさせました! ありす（9月25日、サムシング）
- 着衣尻が好き パンティに包まれた尻にこすりつけたい（10月5日、OFFICE K'S）他出演:有村千佳、若菜亜衣、松下ひかり
- オトナのナース検診 4時間 〜あなたのおちんちん癒してあげる〜（10月12日、BAZOOKA）他出演:さとう遥希、京野ななか、初美沙希、野村萌香
- JK足コキ 1（10月19日、OFFICE K'S）他出演:愛葉みう、青空小夏、市原さとみ、天川ひとみ
- 黒髪女子校生 4（10月25日、ビッグモーカル）他出演:吉井みな、葵野まりん
- 挑発JK逆さ撮りパンチラ 2（12月24日、ラマ）他出演:桜瀬奈、蒼乃ミク、平子知歌、長谷川ゆり、松下ひかり、Sumire、友田彩也香、立花くるみ、木村つな

2013年
- 女子校生 強烈! 金○責め手コキ!（1月30日、ジャネス）他出演:松下ひかり、菅野由紀、初芽里奈、佐原留美
- 純真無毛レズビアン 02（2月19日、DOT）共演:松下ひかり
- 女子校生 足の裏（2月25日、ジャネス）他出演:松下ひかり、初芽里奈、村瀬優花、早坂愛梨、しずく、有村千佳、澤北優香、月城愛子、高沢沙耶、眞鍋沙愛、新山香里奈、佐原留美、菅野由紀、武藤クレア
- 母の再婚相手に開発された娘（3月7日、タカラ映像）
- ママ公認 ロリアイドル最終選考オーディション 4（3月25日、ビッグモーカル）共演:吉井みな、葵野まりん
- 集団拉致 生き埋め凌辱レイプ（3月25日、ダスッ!）共演:向井一葉、雨宮琴音、里崎あかね、荒木ありさ
- 病院レズビアン（4月5日、虎堂）共演:森川ななせ　他出演:篠めぐみ、水城りあ、深田梨菜、当真ゆき、橘なお、岩佐あゆみ、波多野結衣、Sumire、五十嵐純子
- 女怪盗ホワイトキャット ドMペット調教計画（4月12日、GIGA）共演:小橋咲
- 女子校生 脇の下見せてください!（4月15日、ジャネス）他出演:有村千佳、初芽里奈、早坂愛梨、しずく、大城かえで、月城愛子、高沢沙耶、眞鍋沙愛、新山香里奈、佐原留美、菅野由紀、澤北優香、武藤クレア、村瀬優花
- キミだけに語りかけ! ロリ校生21人! オマ●コぴちゃぴちゃ指入れ自画撮りオナニー 4時間DX vol.05（4月19日、ロリオナ）他出演:木崎実花、芹沢つむぎ、夏来みあ、宮地由梨香、小枝ゆづ希、南えりか、前田ちえ、鈴木さとみ、白砂ゆの、早坂愛梨、立花愛佳、沢田あいり、鈴木鈴、河愛杏里、時田あいみ、水澤りの、長谷川しずく、大塚まゆ、小桜りく、双葉みか
- 日本の女性器大図鑑 私のオマ●コ見て下さい♥ 40人4時間DX vol.02（4月19日、BURST）他出演:板野有紀、木崎実花、沢田あいり、蒼乃ミク、夏目優希、佐月麻央、綾瀬ルナ、相沢恋、河愛杏里、小泉ミツキ、一ノ瀬アメリ ほか
- パイパン♥ロリっ娘 2（4月19日、ロリマン）他出演:大塚ひな、中塚愛、安藤遥、本田ナミ
- 女子校生のパンティ見せつけ手コキ（4月19日、OFFICE K'S）他出演: 中野ありさ、森川ななせ、天音こころ、あずみ恋
- 女子校生オマ○コ見せつけ手コキ 4（5月3日、OFFICE K'S）他出演:相葉レイカ、長谷川しずく、吉見りいな、森川ななせ、松すみれ
- 汚臭責め（5月3日、OFFICE K'S）他出演:琥珀うた、瀬名あゆむ、吉見りいな、当真ゆき、星崎亜耶
- 不覚にも嫁を妹に寝盗られた（5月9日、タカラ映像）共演:荒木ありさ
- 女性上位学園 チンポさらし授業 「おちこぼれなのにチンポだけは立派なのね」（5月17日、虎堂）共演:Maika、荒木ありさ、芦名ユリア
- 爆音フェラチオ（5月17日、OFFICE K'S）他出演:芦名ユリア、荒木ありさ、Maika、さくら悠
- 透けパンを見て勃起しちゃったチンポに興奮した看護婦は我慢出来ずに夜襲いにくる!（5月17日、OFFICE K'S）他出演:Maika、荒木ありさ、芦名ユリア
- ダーク系鬼畜妄想シリーズ ある日突然ぬいぐるみが美少女たちを襲い出す世界 ぬいぐるみ姦（5月23日、ROCKET）共演:松下ひかり、ありさ
- 魅惑の淫語 パンスト女子校生 VOL.01（5月25日、AVS Collector's）他出演:牧瀬ひかり、茜梨乃、武井麻希、小関みりな
- 女子校生を公開レズいぢめする女子大生お姉さん（6月19日、アンナと花子）共演:大槻ひびき、堀内かえで、瀬名あゆむ、天川ひとみ、久希まひろ
- キモ面で非モテな僕だけど、抵抗しない小さな女の子ならセックス支配できた（7月25日、OPERA）共演:松下ひかり
- FEVER JUICY MATSUTAKE Vol.1 残酷♥新型オヤジ狩り by JKB69（8月1日、MOTHERS ENTERTAINMENT PICTURES）共演:瀬名あゆむ、松下ひかり
- 『ブラックジャックによろしく』 THE AV 裸を見られて興奮するナースたちと勃起を見て興奮するナースたち（8月8日、東京ティンティン+）共演:加納綾子、聖菜アリサ、綾瀬れん、辺見麻衣、安達柚奈 ほか
- 成長した娘の裸に触れた父親はイケない事と知りつつもチ○ポを勃起させて「禁断の近親相姦」してしまうのか!? 4（8月2日、SODクリエイト）他出演:葵こはる、間宮純、堀内かえで、南梨央奈、風花ゆめ[要出典]
- 仮眠室で先輩ナースが患者のチ○ポをフェラチオしてるのを見てしまった新人ナースは「私も勃起チ○ポ欲しい…」と夜勤中に暴走SEX（9月5日、東京ティンティン+）他出演:綾瀬れん、辺見麻衣、聖菜アリサ
- FEVER JUICY MATSUTAKE Vol.2 残酷♥新型オヤジ狩り by JKB69（8月1日、MOTHERS ENTERTAINMENT PICTURES）共演:瀬名あゆむ、松下ひかり　他出演:桜瀬奈、真咲南朋
- 欲求不満なスケベ熟女 お漏らしオナニー（10月4日、熟オナ専科）他出演:藤北彩香、広瀬まどか、美緒みくる、友田彩也香、咲月りこ
- 本当にイッてる指オナニー 12（10月4日、OFFICE K'S）他出演:咲月りこ、石井ゆりこ、広瀬まどか、Maika、瀧川花音、未来ひかり
- 月刊 パンティストッキングマニア Vol.20 誘惑女教師の課外パンスト授業（10月4日、OFFICE K'S）他出演:広瀬まどか、瀧川花音
- 聖☆桃尻女学園オナニー部 VOL.01（10月18日、虎堂）他出演:藤北彩香、Maika、早瀬ありす、未来ひか、広瀬まどか、木崎実花
- 男性患者のオナニーをお手伝いしてくれるご奉仕ナースたち（10月18日、虎堂）他出演:広瀬まどか、未来ひかり、瀧川花音
- 彼女の姉貴とイケナイ関係（11月19日、アイデアポケット）主演:石原莉奈
- SEXの事で頭がいっぱいなクラスの女子達は、家ではAVを観れないので、僕の母親を騙してまで勝手に部屋に上がり込み僕のAVを鑑賞する!?何喰わぬ顔で観ていても、こたつの中では勝手に指が動いていて…（12月3日、DOC）他出演:柳あいみ、進藤あゆみ

2014年
- 月刊 パンティストッキングマニア Vol.23 ノーパン美脚OL×パンティストッキングオナニー（1月4日、OFFICE K'S）他出演:鈴村みゆう、庵野こころ、住田みく、葵ゆめ、岩佐あゆみ、乙葉ななせ
- 中国式リラクゼーションエステでお団子頭が可愛い娘に勃起チンコを見せつけてヤル!（1月22日、OFFICE K'S）他出演:庵野こころ、葵ゆめ、西川りおん
- クラスのアイドルだった子が哀れ!デリヘル嬢になっていた!気まずい空気で淡々とプレイを始めたがカネの匂いを嗅ぎ付けたのか?彼女は急に態度を一変し…（1月10日、DOC）他出演:新希マヤ、瀧川花音
- ママとケンカして落ち込んでいる中●生に声を掛けて監禁し性奴隷にする…（1月20日、思春期.com）
- 潜むす。 －潜水艦むすめ。－（1月24日、STUDIO 2.5）
- 女子校生のオマ○コ汁 Vol.10（2月7日、OFFICE K'S）他出演:桃宮もも、上原花恋、川越ゆい、小滝みい菜
- 女子校生オマンコ見せつけクンニ 2（2月7日、OFFICE K'S）他出演:長谷川夏樹、朝倉ことみ、今井花菜、相葉レイカ、夏希亜美、小滝みい菜、星月莉央、日向あみる
- 脳内快楽! アナルペニバン無限オーガズム アキバ系ロリータ編（2月15日、未来 フューチャー）他出演:琥珀うた、菅野由紀、藤原ひとみ
- ビヨンド ザ ボーダー（2月28日、STUDIO 2.5）
- 欲求不満でチ●ポを欲しがる女性患者は、ガマン出来ずに男性看護師を誘惑してハメる!（3月7日、OFFICE K'S）他出演:小滝みいな、星川麻紀、相葉レイカ
- 新しいお父さんにイタズラされてるの…。 継父と娘（3月27日、タカラ映像）他出演:松下ひかり、月丘雅、間宮純
- 魔法美少女戦士フォンテーヌ オナニー編/討伐編/凌辱編/失禁編（4月25日、GIGA）
- JK密着洗体エステ（5月2日、OFFICE K'S）他出演:橋本ゆりか、吉村杏菜、小司あん
- 美顔羞恥 豚鼻フェラ（5月16日、OFFICE K'S）他出演:楓乃々花、星崎アンリ、吉村杏菜
- 小便アイドル（7月1日、OFFICE K'S）共演:朝倉ことみ、初美沙希、葵こはる
- 彼女の姉貴とイケナイ関係（7月19日、アイデアポケット）主演:朝日奈あかり

## 出演

### テレビ
- 第1回セクシー女優ダラケ!のスカパー!水泳大会（2015年8月22日、BSスカパー）